# Eric Marcus
Eric Marcus (* 12. November 1958 in New York) ist ein US-amerikanischer Sachbuchautor. Seine Arbeiten befassen sich vor allem mit LGBT-Themen. Andere Themenbereiche, über die er schreibt, sind Suizid und – durch seine Großmutter inspiriert – Pessimismus.

## Leben
Er wuchs in Kew Gardens, einem Viertel in Queens, auf und hat eine ältere Schwester und einen jüngeren Bruder. graduierte 1980 am Vassar College, wo sein Hauptaugenmerk bei Stadtstudien („Urban Studies“) lag. Im Jahre 1984 schloss er mit einem Master an der Columbia University Graduate School of Journalism ab und im Oktober 2003 mit einem Master in Grundstückserschließung („real estate development“) an der Columbia Graduate School of Architecture, Planning and Preservation. Zwischendurch war er Aufnahmeleiter für die Sendungen „CBS Morning News“ und später „Good Morning America“ bei ABC. Mit seinem langjährigen Lebensgefährten lebt er in Manhattan.
Das Buch Breaking the Surface, eine gemeinsam geschriebene Autobiographie des schwulen Olympiasportlers Greg Louganis, war 5 Wochen lang in der Liste der New York Times Bestseller und schaffte es auf Platz eins. Mit dem Buch Making History: The Struggle for Gay and Lesbian Equal Rights 1945-1990, welches aus Interviews mit Zeitzeugen entstand, gewann Marcus 1993 den Israel Fishman Non-Fiction Award der American Library Association. Von Matthew Crehan Higgins wurde es für die Bühne adaptiert und im Jänner 2005 in Buffalo im Buffalo United Artists/Main Street Cabaret uraufgeführt.

## Werke
- Pessimisms: Famous (and not so famous) Observations, Quotations, Thoughts, and Ruminations on What to Expect When You're Expecting the Worst (CDS Books, 2003)
- Making Gay History The Half-Century Fight for Lesbian & Gay Equal Rights (HarperCollins, 2002)
- What If Someone I Know Is Gay? Answers to Questions About Gay & Lesbian People (Penguin Putnam--Price, Stern, Sloan, 2000)
- Together Forever: Gay & Lesbian Couples Share Their Secrets for Lasting Happiness (Anchor, 1998, 1999)
- Icebreaker: The Autobiography of U.S. Figure Skating Champion Rudy Galindo (Pocket Books, 1997)
- Why Suicide? Answers to 200 of the Most Frequently Asked Questions About Suicide (HarperSanFrancisco, 1996)
- Breaking the Surface (Random House, 1995; Plume, 1996)
- Is It A Choice? Answers to 300 of the Most Frequently Asked Questions About Gay & Lesbian People (HarperSF, 1993, 1999, 2005)
- Expect the Worst (You Won't Be Disappointed) (HarperSF, 1992)
- Making History The Struggle for Gay and Lesbian Equal Rights, 1945 to 1990 (HarperCollins, 1992)
- The Male Couple's Guide Finding a Man, Making a Home, Building a Life (HarperCollins, 1988, 1992, 1999)